# 牙璧
璇璣也稱(牙璧)，出土於三里河一期文化遺址，係以迄今發現的此類玉器中時代最早且有明確出土地層實例。古代人認為璇璣是天文器上的零件，今經出土情況證實，它應是由壁衍生的一種飾器，是否有特定內涵，目前還不明確，姑且暫列於裝飾類。